# Sławomir Rybicki
Sławomir Piotr Rybicki, né le 23 juin 1960 à Gdańsk, est un homme politique polonais membre de la Plate-forme civique (PO).

## Biographie

### Débuts en politique
Il est diplômé en droit de l'université de Gdańsk. Il appartient à Solidarność entre 1980 et 1989. À partir de 1987, il occupe le poste de secrétaire de Lech Wałęsa, président du syndicat.
Il est chef de cabinet du préfet de Gdańsk Maciej Płażyński de 1990 à 1996, puis directeur général de son cabinet à la présidence de la Diète entre 1997 et 2001. Il adhère en Parti conservateur-populaire (SKL) en 1998 et rejoint la PO trois ans plus tard.

### Député
Dans la perspective des élections législatives du 23 septembre 2001, il est investi candidat de la Plate-forme civique dans la circonscription de Toruń. La PO n'y remporte qu'un siège, qui lui revient avec ses 8 808 voix préférentielles.
Pour les élections législatives du 25 septembre 2005, il se présente dans la circonscription d'Olsztyn. Il est réélu, totalisant 12 557 votes de préférence. Il est toutefois devancé par Aleksander Szczygło de Droit et justice (PiS), un proche de Lech Kaczyński. Il prend ensuite la présidence de la commission parlementaire de l'Éthique des députés.
Il remporte un troisième mandat à l'occasion des élections législatives anticipées du 21 octobre 2007, recueillant 30 218 suffrages préférentiels. C'est le meilleur score de la circonscription, devant Szczygło, ministre de la Défense nationale sortant. Il devient ensuite vice-président du groupe parlementaire de la Plate-forme civique, désormais au pouvoir.
Il change à nouveau de territoire pour les élections législatives du 9 octobre 2011 et postule dans la circonscription d'Elbląg. Avec 13 644 voix préférentielles, il conquiert un quatrième mandat avec le troisième score des candidats libéraux et de la circonscription.

### Conseiller présidentiel
Le 17 janvier 2012, Sławomir Rybicki est nommé à 51 ans secrétaire d'État de la chancellerie du président de la République Bronisław Komorowski, chargé des Relations avec le gouvernement, le Parlement et les partis politiques. Il démissionne alors de la Diète, ses fonctions étant incompatibles avec son mandat, et succède à Sławomir Nowak, nommé ministre des Transports deux mois auparavant.
Il est promu chef adjoint de la chancellerie, sous l'autorité de Jacek Michałowski et aux côtés de Dariusz Młotkiewicz, le 5 septembre 2013. Conservant ses précédentes responsabilités, il se trouve également délégué à la coordination des affaires intérieures.
Après l'élection, puis la prise de fonction, d'Andrzej Duda à la présidence, il est relevé de ses fonctions le 5 août 2015. Il devient président du conseil d'administration de l'Institut Bronisław-Komorowski neuf jours après.

### Sénateur
La PO décide alors de présenter sa candidature aux élections sénatoriales du 25 octobre suivant dans la circonscription de Gdynia-III, jusqu'ici détenu par l'ancien ministre de l'Éducation Edmund Wittbrodt. Le jour du scrutin, il rassemble 78 421 voix, soit 53,5 % des suffrages exprimés. Il améliore le résultat de son prédécesseur d'environ 8 000 bulletins de vote. 